# マイケル・ドーセット
マイケル・ドーセット（Michael Dowsett 、1992年3月23日 - ）は、オーストラリアのラグビーユニオン選手。

## プロフィール
- オーストラリアシドニー出身。
- ポジションはスクラムハーフ(SH)[1]。
- 身長 181cm、体重 82kg
- ニックネームはDows。

## 略歴
スコットカレッジ、ブランビーズ、ウスター・ウォリアーズを経て、2018年、キヤノンイーグルスに加入。同年9月21日に行われたジャパンラグビートップリーグ第4節のリコーブラックラムズ戦にて途中出場で日本での公式戦初出場を果たす。
2019年、キヤノンイーグルスを退団後、2020年、ジャージー・レッズに加入。